# Виланова Трускеду
Вилано̀ва Трускѐду (на италиански: Villanova Truschedu; на сардински: Bidda Noa Truschedu, Бида Ноа Трускеду) е село и община в Южна Италия, провинция Ористано, автономен регион и остров Сардиния. Разположено е на 56 m надморска височина. Населението на общината е 339 души (към 2010 г.).